# Esclerodèrmia sistèmica
L'esclerodèrmia sistèmica, o esclerosi sistèmica, és una malaltia reumàtica autoimmunitària caracteritzada per una producció i acumulació excessives de col·lagen, acumulació anomenada fibrosi, a la pell i els òrgans interns i per lesions a les artèries petites. Hi ha dos subgrups principals d'esclerosi sistèmica basats en l'extensió de l'afectació cutània: limitada i difusa. La forma limitada afecta les zones per sota, però no per sobre, dels colzes i els genolls amb o sense afectació de la cara. La forma difusa també afecta la pell per sobre dels colzes i els genolls i també es pot estendre al tors. Els òrgans viscerals, inclosos els ronyons, el cor, els pulmons i el tracte gastrointestinal, també es poden veure afectats pel procés fibròtic. El pronòstic ve determinat per la forma de la malaltia i l'abast de la afectació visceral. Els pacients amb esclerosi sistèmica limitada tenen un pronòstic millor que els de forma difusa. La mort es produeix més sovint per afectació pulmonar, cardíaca i renal. També hi ha un lleuger augment del risc de càncer.
Les taxes de supervivència han augmentat molt amb un tractament eficaç contra la insuficiència renal. Les teràpies inclouen medicaments immunosupressors (com, en alguns casos, glucocorticoides).